# 로라이마쥐
로라이마쥐(Podoxymys roraimae)는 비단털쥐과 목화쥐아과에 속하는 설치류의 일종이다. 로라이마쥐속 (Podoxymys)의 유일종이다. 기아나에서만 발견된다.